# Мундака
Мундака (баск. Mundaka (офіційна назва), ісп. Mundaca) — муніципалітет в Іспанії, у складі автономної спільноти Країна Басків, у провінції Біская. Населення — 1933 особи (2009).
Муніципалітет розташований на відстані близько 340 км на північ від Мадрида, 24 км на північний схід від Більбао.
На території муніципалітету розташовані такі населені пункти: (дані про населення за 2009 рік)
- Аркетас-Арамбуру: 24 особи
- Мундака: 1729 осіб
- Портуондо-Басаран: 180 осіб

## Демографія
Динаміка населення (INE ):

## Галерея зображень

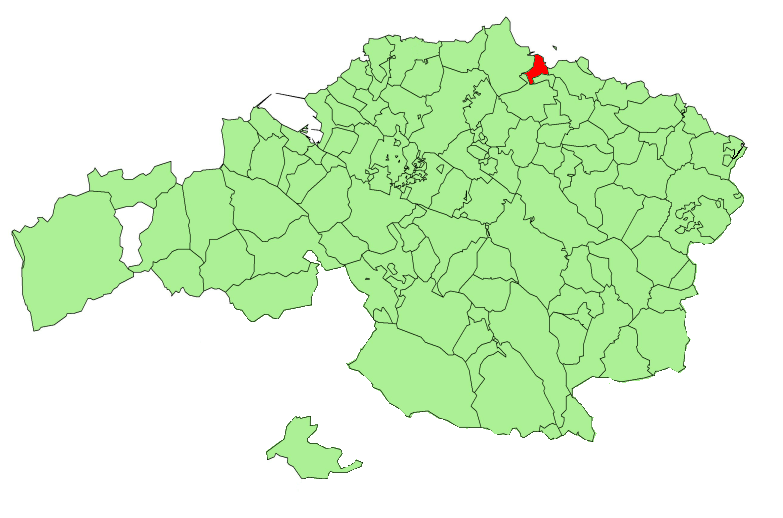
Розташування муніципалітету
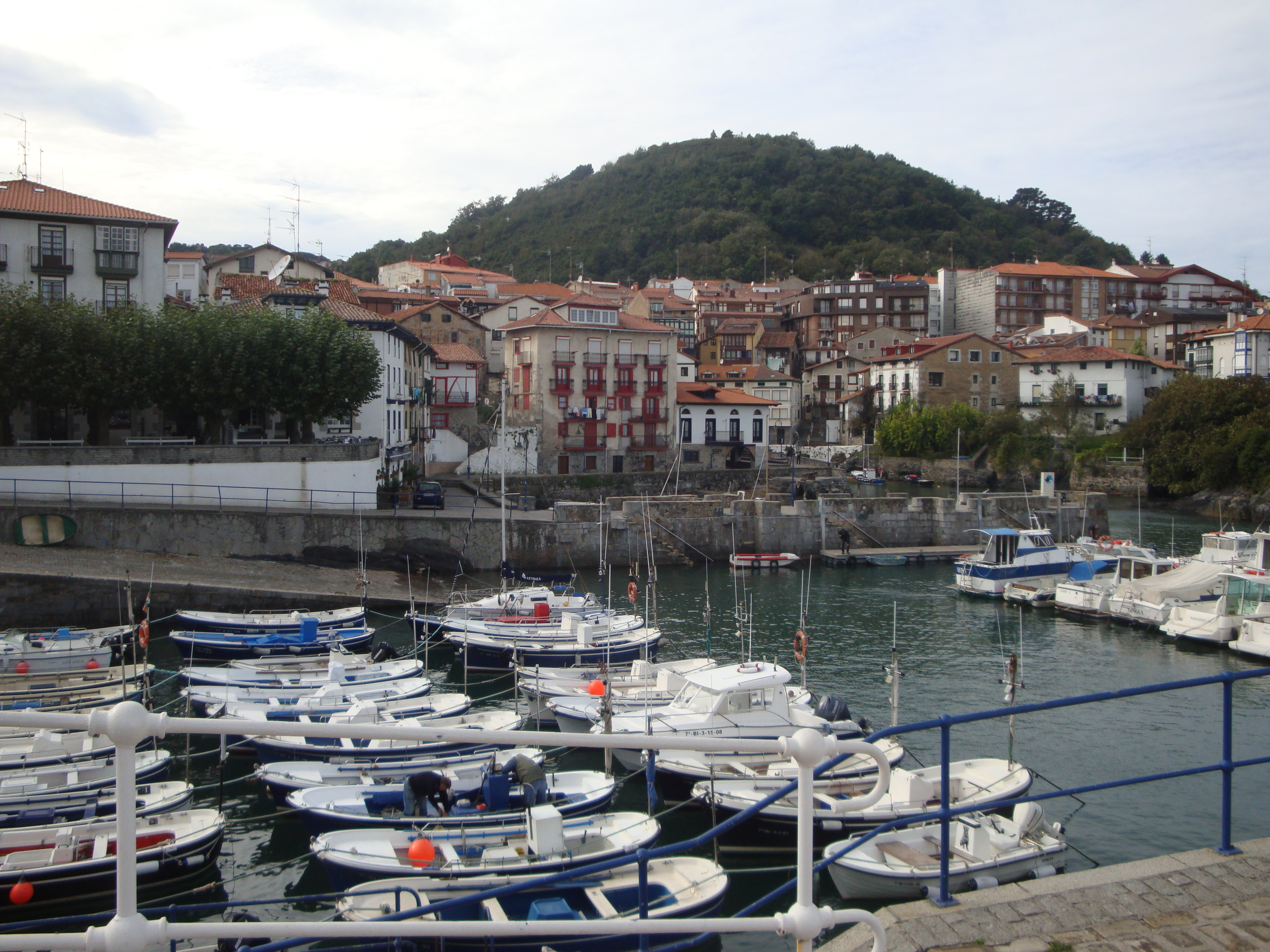
Панорама
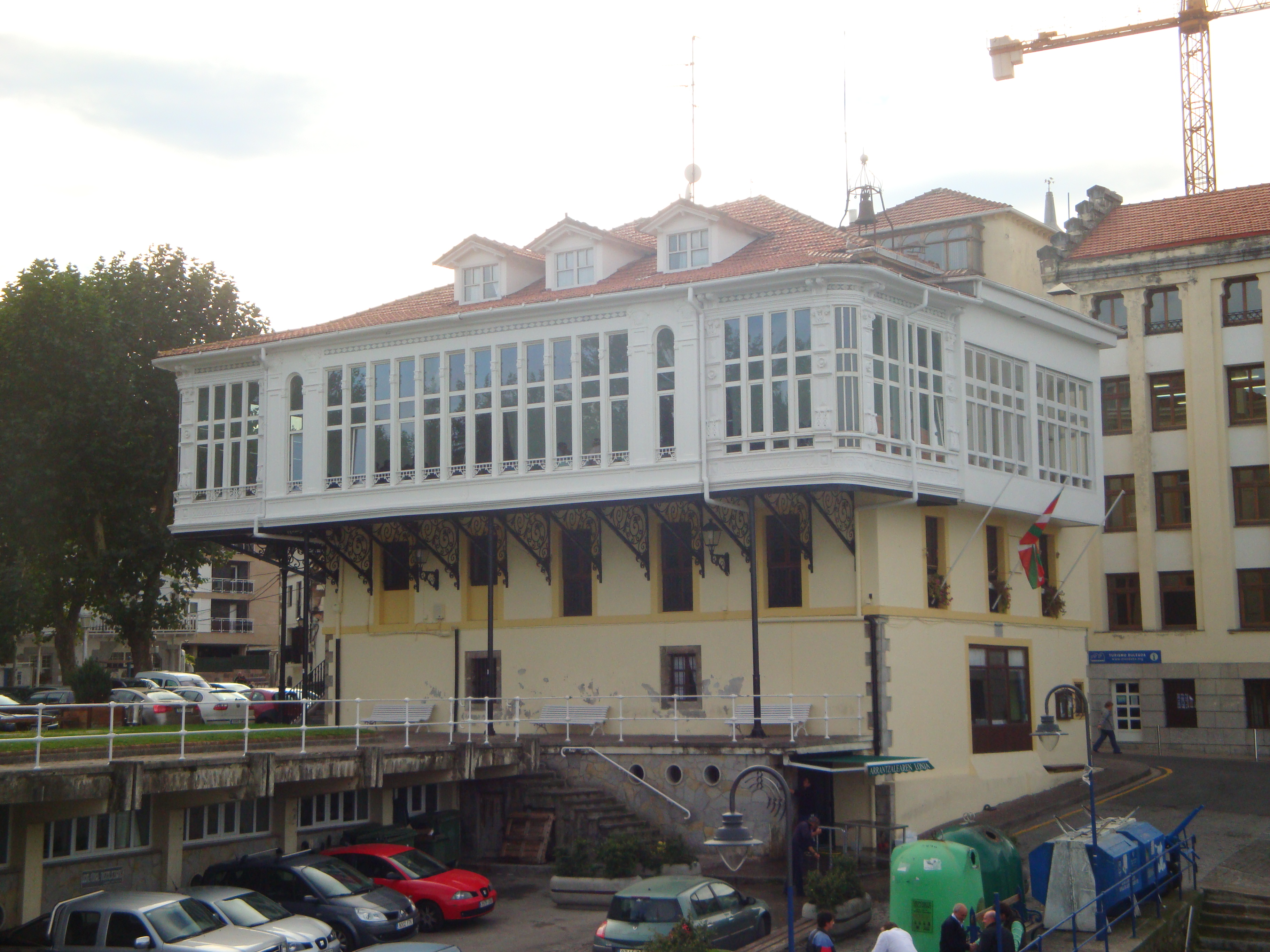
Казино